# Henryk Górny
Henryk Górny (ur. 27 października 1940 w Ostrowach) – polski nauczyciel, samorządowiec, prezydent Zawiercia w latach 1982–1990.

## Biografia
W 1959 roku ukończył Liceum Pedagogiczne w Zawierciu, po czym podjął pracę w Szkole Podstawowej w Siewierzu. Po ukończeniu Studium Nauczycielskiego w Częstochowie pracował w Komendzie Hufca ZHP w Zawierciu jako zastępca komendanta, a następnie jako komendant hufca. W 1970 roku ukończył filologię polską na Uniwersytecie Śląskim. W latach 1971–1974 pracował w Komitecie Miejskim PZPR w Zawierciu, w latach 1974–1978 był komendantem Katowickiej Chorągwi ZHP, a w latach 1978–1982 był członkiem Komitetu Wojewódzkiego PZPR w Katowicach.
15 października 1982 roku został powołany na urząd prezydenta Zawiercia. Podczas jego kadencji w Zawierciu m.in. zbudowano ciepłownię, przychodnię zdrowia, przedszkole, dwie szkoły podstawowe, a także rozpoczęto budowę składowiska odpadów, cmentarza w Blanowicach oraz basenu przy Szkole Podstawowej nr 3. Funkcję prezydenta Górny pełnił do połowy 1990 roku, następnie – do 2002 roku – uczył w I Liceum Ogólnokształcącym im. Stefana Żeromskiego w Zawierciu. W latach 1999–2001 był przewodniczącym rady powiatu, natomiast w latach 2002–2006 pełnił funkcję wicestarosty zawierciańskiego. W latach 2006–2014 był wiceprzewodniczącym rady powiatu.